# كاسبرسكي لاب
كاسبرسكي لاب هي شركة متخصصة في أمن الحواسيب. تقدم حلول وتطبيقات لبرامج مضادة للفيروسات. مقرها الرئيسي في العاصمة الروسية موسكو. ولها مكاتب إقليمية في الصين، اليابان، الولايات المتحدة، فرنسا، ألمانيا، المملكة المتحدة، كوريا، بولندا، رومانيا، وهولندا.

## الواجهة العربية في برامج كاسبرسكي
في معرض جايتكس 2008 بدبي، أعلن عن إصدار برنامج كاسبرسكي مكافحة الفيروسات وبرنامج كاسبرسكي حماية الإنترنت بواجهة عربية، وجاء الخبر وفق بيان الشركة «تلبية للنمو المتزايد المطرد في سوق الشرق الأوسط».

## منتجات
المنتجات المنزلية
- Kaspersky PURE = كاسبرسكي بيور
- Kaspersky ONE = كاسبرسكي ون
- كاسبرسكي إنترنت سكيوريتي
- كاسبرسكي أنتي فيرس
- Kaspersky Security for Mac = كاسبرسكي لأنظمة الماك
- Kaspersky Mobile Security = كاسبرسكي لأمان الهواتف (لهواتف اندرويد فقط)
- Kaspersky Tablet Security = كاسبرسكي لأمان الاجهزة اللوحية (لأجهزة اندرويد فقط)
- Kaspersky Password Manager = كاسبرسكي مدير كلمات السر

كاسبرسكي لاب هي مجموعة دولية تعمل في 20 دولة تقريباً حول العالم، ويقع مقر الشركة الرئيسي في موسكو، روسيا، والشركة القابضة مسجلة في المملكة المتحدة. يعمل حالياً أكثر من 2,850 موظفاً تقريباً في كاسبرسكي من أصحاب الكفاءات العالية في اختصاصاتهم، وتملك 31 مكتباً ممثلاً في 30 دولة، وتوفر منتجاتها الحماية لأكثر من 300 مليون مستخدم، وأكثر من 250,000 عميلاً من الشركات حول العالم. وتقدم الشركة سلسلة مختلفة من المنتجات والحلول لمجموعات مختلفة من العملاء، مع تركيز خاص على الشركات الكبيرة، والأعمال ذات الحجم الصغير والمتوسط.
كاسبرسكي لاب هي إحدى أكبر الشركات الخاصة في العالم، ومن أسرع الشركات نمواً في قطاع مزودي تقنية المعلومات في العالم. وتصنف بين أفضل أربع مزودي الحلول الأمنية للمستخدمين حول العالم، وتستمر كاسبرسكي لاب بتطوير منتجاتها في السوق.

## حضور كاسبرسكي لاب العالمي

### أقاليم الشركة الستة
أوروبا الغربية، شمال أمريكا، الأسواق المندمجة، آسيا والمحيط الهادئ، روسيا ورابطة الدول المستقلة، اليابان.

### قائمة المكاتب المحلية لكاسبرسكي لاب
أستراليا، النمسا، البرازيل، كندا، الصين، فرنسا، ألمانيا، هونغ كونغ، كوريا الجنوبية، الهند، إسرائيل، إيطاليا، اليابان،
كازاخستان، ماليزيا، المكسيك، هولندا، البرتغال، بولندا، رومانيا، الاتحاد الروسي، جنوب أفريقيا، إسبانيا، السويد، سويسرا، تركيا، أوكرانيا، الإمارات العربية المتحدة، المملكة المتحدة، الولايات المتحدة الأمريكية.
تنافس كاسبرسكي لاب في سوق الحماية الأمنية للمستخدمين ضد أفاست! أفيرا، إيه في جي، بيت دفندر، بولجارد، اف سكيور، إنتل سكيورتي (سابقاً مكافي)، باندا سكيورتي، سوفوس، سيمانتيك، تريند مايكرو، ويبروت، وغيرها.
تملك كاسبرسكي لاب أكثر من 80 شريكاً عالمياً، واتفاقيات تقنية OEM مع شركات، من ضمنها مايكروسوفت، وآي بي إم، وسيسكو، وجونيبير نيتوركس، وآلكتيل لوسينت، وبلو كوت، وتشيك بوينت، ودي لينك، وجي في آي، ونيت جير، وزيكسيل، وايه ال تي ان، وباراليلس، ولينوفو، وفيسبوك، وكوالكوم، وسيف نت، الخ.

## كاسبرسكي لاب في السوق

### الريادة العالمية
- مصنفة الرابعة في سوق الحلول الأمنية للمستخدمين (المستهلك + الشركة) (IDC 2012)
- ثالث أكبر مورد في سوق الحلول الأمنية للمستهلكين، وخامس أكبر مورد في سوق الحلول الأمنية للشركات حول العالم (IDC 2012)
- مصنفة الثالثة في حزمة الحلول الأمنية في سوق الحلول الأمنية للشركات (IDC 2012)
- تمت تسميتها «الرائدة» رسمياً في جارتنر ماجيك كوادرانت لمنصة الحماية للمستخدمين.
- تمت تسميتها «الرائدة» في IDC MarketScape: تحليل مزودي الحلول الأمنية في 2012 في أوروبا الغربية.
- تصنيفها كأحد الرواد في سوق الحلول الأمنية للمستخدمين من قبل مؤسسة أبحاث فورستر.
- حققت كاسبرسكي لاب أفضل النتائج في اختبارات المنتجات المستقلة في 2012.
- شاركت منتجات كاسبرسكي لاب للمستخدمين في 73 اختباراً، وحققت المركز الأول في 31 مناسبة، كما صنفت 87٪ من الاختبارات كاسبرسكي لاب ضمن أفضل ثلاثة.
- يعتبر معدل احتفاظ عملاء كاسبرسكي لاب بمنتجاتهم أعلى من المعدل المعتاد وأكثر من منافسيها الرئيسيين: 106 لمنتجات الأعمال و99 لمنتجات

### المستهلكين في 2012.
توسع كاسبرسكي لاب باستمرار ملكيتها الفكرية، ويتضمن ملف الشركة أكثر من 160 براءة اختراع في الولايات المتحدة وروسيا والاتحاد الأوروبي والصين.

### الريادة الإقليمية
ثاني أكبر مزود للبرامج الأمنية في سوق البيع بالتجزئة الأوروبي، ورائد في سوق المستهلكين في عدد من الدول الأوروبية.
المركز الثاني من ناحية مبيعات البرامج الأمنية (بالدولار الأمريكي)، بناء على مبيعات الوحدة في الولايات المتحدة الأمريكية وكندا.

### الأمريكية وكندا.
أطلق يوجين كاسبرسكي في منتصف التسعينات قاعدة بيانات إلكترونية للمعرفة، والتي قامت بتجميع وتصنيف ومشاركة الخبرة مع العامة. وتدعى هذه المنصة الأمنية الالكترونية الذكية بSecurelist، وهي مصدر ذكي أمني غير تجاري يتميز بتحليلات كاسبرسكي لاب، وأحدث التحليلات لأكثر التهديدات الأمنية الالكترونية المتطورة، و70 مشاركاً من أفضل خبراء الشركة الأمنيين.
تعقد كاسبرسكي لاب عدداً من الشراكات العالمية المتنوعة، مثل Scuderia Ferrari Formula One Racing Team، وعدداً من الحملات الجغرافية، والفرق الرياضية حول العالم.

## المنتجات

### منتجات الأعمال
في عام 1991، كانت كاسبرسكي لاب أول شركة تقدم برنامج مقاومة الفيروسات المخصص لمحطات الأعمال، وخوادم الملفات، وخوادم التطبيقات التي تعمل على أنظمة تشغيل لينيكس، FreeBSD. وتقدم اليوم الشركة حلولاً أمنية فعالة لأشهر أنظمة التشغيل المصممة خصيصاً لتخدم قطاع الأعمال. وتغطي منتجات الشركة كافة متطلبات الحماية الأمنية التي تحتاجها الشركات ومؤسسات الأعمال الكبرى، بما يتضمن: الحماية بمستويات ممتازة، والتأقلم مع الظروف المتغيرة، والتدرجية، والتوافق مع المنصات المختلفة، والأداء العالي، وتحمل الأخطاء، وسهولة الاستخدام، والقيمة العالية.
وأحد الميزات العالية لمنتجات كاسبرسكي لاب للأعمال الإدارة المركزة والسهلة المقدمة من مركز كاسبرسكي الأمني، والتي تتخطى الشبكة كاملة، بصرف النظر عن نوع وعدد المنصات المستخدمة.
برنامج Kaspersky Endpoint Security for Business هو منصة توفر مجموعة من الأدوات والتقنيات لتمكين الشركات من رؤية وإدارة وحماية الأجهزة المستخدمة. وتجميع أدواتها وتقنياتها ضمن أربع نطاقات، يضيف كل منها طبقة من الحماية ضد التهديدات الالكترونية. وتتضمن أول مرحلة «المركز» تقنية لمقاومة البرامج الخبيثة حائزة على جوائز، وبعد ذلك تأتي الإطارات المتقدمة أكثر، والتي توفر تحكماً نهائياً حديثاً، وخاصية التشفير. وأخيراً، تأتي الحماية الشاملة التي توفر أفضل حماية لكل منطقة من الشبكة والموقع والبريد، وتعمل الخوادم المتعاونة بنفس الطريقة. وتوفر شبكة كاسبرسكي الأمنية في كل المراحل حماية سحابية قوية لكل المكونات، وتساعد أدوات مركز كاسبرسكي الأمني المختصين بتقنية المعلومات على إدارة واجهة الشركة لتقنية المعلومات من منصة منفردة.
كما يتضمن برنامج Kaspersky Endpoint Security for Business مجموعة من الحلول التي يمكن إضافتها لأي إطار:
- حماية كاسبرسكي الأمنية لخوادم الملفات.
- حماية كاسبرسكي الأمنية للهواتف المحمولة.
- أنظمة كاسبرسكي للإدارة.
- حماية كاسبرسكي الأمنية الافتراضية.
- حماية كاسبرسكي الأمنية للتخزين.
- حماية كاسبرسكي الأمنية للتعاون.
- حماية كاسبرسكي الأمنية للبريد.
- حماية كاسبرسكي الأمنية لبوابات الإنترنت.

يتيح مركز كاسبرسكي الأمني للمؤسسات تطبيق نموذج إدارة مرن وسهل للحماية من البرامج الخبيثة. ويمكن أن يعمل على أي شبكة بأي حجم، سواء كانت مجموعة آلات صغيرة، أو شبكة توزيع معقدة. وتتميز بسهولة تحميلها، وتوفير الوقت للإدارة، وتقلل أنظمة الحماية الإدارية مع مركز كاسبرسكي الأمني من النفقة الإجمالية لامتلاك أي من حلول كاسبرسكي لاب لمقاومة الفيروسات.

### منتجات المكتب الصغير
برنامج Kaspersky Small Office Security مصمم لتوفير حماية فعالة من كافة أنواع التهديدات الالكترونية، ويعتبر سهل التحميل والاستخدام، دون الحاجة إلى أدوات إدارة متخصصة. وتتيح لك إعدادات الاستشعار التلقائية حماية كافة أنظمتك بلا أي جهد، كي تضمن راحة البال وتركز جهودك على أعمالك، ولا تقلق بشأن الحماية.

### منتجات المستهلكين
برنامج Kaspersky Internet Security Multi Device هو برنامج أمني سهل برخصة واحدة، مخصص لحماية أجهزة الكمبيوتر وأجهزة ماك، وهواتف أندرويد، والأجهزة اللوحية. وبفضل تقنية كاسبرسكي لاب الحائزة على جوائز، توفر حماية مخصصة لكل جهاز، وتوفر حماية متزامنة من كافة التهديدات الالكترونية. ومهما كان الجهاز الذي تستخدمه لإنجاز معاملاتك المصرفية، أو التسوق، أو التصفح، أو الدردشة على الإنترنت، فإنك تضمن بأن تقنية كاسبرسكي الأمنية تعمل على حمايتك دائماً. ويجمع هذا البرنامج Kaspersky Internet Securtiy 2014 وKaspersky Internet Security for Mac و Kaspersky Internet Security for Android في منتج واحد مع رمز تفعيل واحد.
برنامج Kaspersky Internet Security هو منتج الشركة الرئيسي لمستخدمي البيوت، ويوفر الحماية المثالية لأجهزة الكمبيوتر من كافة التهديدات الالكترونية، ويضمن حماية هويتك وبياناتك المالية أثناء إنجاز المعاملات المصرفية أو التسوق الكترونياً.
وهناك حل مشهور آخر من الشركة ضمن سلسلة منتجاتها للمستهلكين هو Kaspersky Anti Virus ، والذي يتضمن تقنية متقدمة لمقاومة الفيروسات، ويوفر حماية أساسية فعالة لملايين المستخدمين حول العالم.
برنامج Kaspersky PURE هو برنامج مخصص لحماية شبكة البيت، ويمثل طبقة جديدة من المنتجات التي توفر بيئة رقمية منتجة وآمنة. ويتضمن مزايا خاصة مثل Password Manager، Online Backup، Secure Vaults، ويساعد على حماية بياناتك وحساباتك الشخصية.
يوفر برنامج Kaspersky Internet Security for Mac حماية من التهديدات الالكترونية الموجهة لأجهزة أبل، دون أن يؤثر على أدائها. ويضمن البرنامج حمايتك الدائمة أثناء استخدامك الإنترنت من فيروسات الكمبيوتر، وفيروسات تروجان، والتجسس، ومحاولات التصيد، والمواقع الالكترونية الخطرة وغيرها.
يوفر برنامج Kaspersky Internet Security for Android حماية متقدمة لهواتف أندرويد الذكية والأجهزة اللوحية، وتجمع كل شيء تحتاجه لحماية أجهزة أندرويد والبيانات المخزنة عليها من السرقة أو الضياع أو الفيروسات والتهديدات الالكترونية المتزامنة. وسواء كنت تحمل تطبيقات، أو تتصفح الإنترنت، أو تنجز معاملات مصرفية، أو تتسوق، أو تستخدم الشبكات الاجتماعية، فإنك تضمن أنك دائماً محمي من كافة التهديدات الالكترونية.

## منتجات كاسبرسكي لاب
الاختبارات المستقلة
عادة ما تحصل منتجات كاسبرسكي لاب على جوائز عديدة في الاختبارات التي تجريها مؤسسات مستقلة.
جوائز منتجات الأعمال:
- فاز برنامج Kaspersky Endpoint Security for Business بخمس نجمات وتقييم أفضل بيع من مختبرين مستقلين في مجلة SC (أكتوبر 2013).
- تم تصنيف برنامج Kaspersky Endpoint Securtiy for Business بشكل دوري كحماية نهائية موافق عليها للأعمال من AV TEST (أكتوبر 2013).
- حاز برنامجا Kaspersky Endpoint Security for Business و Kaspersky Small Office Security على جوائز AAA من مختبرات دينيس التقنية (سبتمبر 2013).
- يقدم برنامج Kaspersky Security for Virtualization حماية قوية، واستجابة سريعة واستخدام ديسك فعال في اختبار مجموعة تولي (أغسطس 2013).
- احتلت أنظمة كاسبرسكي للإدارة المرتبة الأولى في اختبار نسخة الحلول الإدارية الذي أجرته AV TEST (يوليو 2013).
- حصل برنامج Kaspersky Endpoint Security for Business على جائزة VB100 من Virus Bulletin (أغسطس 2013).
- حصلت تقنية القائمة البيضاء الحيوية من كاسبرسكي لاب على شهادة الموافقة على خدمة القائمة البيضاء من AV TEST (أبريل 2013).
- فاز برنامج Kasperskt Endpoint Security for Business بجوائز أفضل حماية في 2012 وأفضل إصلاح في 2012 من AV TEST (يناير 2013).
- حصل Kaspersky Security for Linux Mail Server على جائزة +VBSpam من Virus Bulletin (يناير 2013).
- حصل برنامج Kaspersky Endpoint Security for Business على جائزة منتج عام 2012 من مجلة IT Professional (ديسمبر 2012).
- حصل برنامج Kaspersky Security for Virtualization على جائزة أفضل حل أمني للأجهزة الافتراضية من CompuChannel و PC World Latin America (نوفمبر 2012).

جوائز منتجات المستهلكين:
- فاز برنامج Kaspersky Endpoint Security for Business بخمس نجمات وتقييم أفضل بيع من مختبرين مستقلين في مجلة SC (أكتوبر 2013).
- تم تصنيف برنامج Kaspersky Endpoint Securtiy for Business بشكل دوري كحماية نهائية موافق عليها للأعمال من AV TEST (أكتوبر 2013).
- حاز برنامجا Kaspersky Endpoint Security for Business و Kaspersky Small Office Security على جوائز AAA من مختبرات دينيس التقنية (سبتمبر 2013).
- يقدم برنامج Kaspersky Security for Virtualization حماية قوية، واستجابة سريعة واستخدام ديسك فعال في اختبار مجموعة تولي (أغسطس 2013).
- احتلت أنظمة كاسبرسكي للإدارة المرتبة الأولى في اختبار نسخة الحلول الإدارية الذي أجرته AV TEST (يوليو 2013).
- حصل برنامج Kaspersky Endpoint Security for Business على جائزة VB100 من Virus Bulletin (أغسطس 2013).
- حصلت تقنية القائمة البيضاء الحيوية من كاسبرسكي لاب على شهادة الموافقة على خدمة القائمة البيضاء من AV TEST (أبريل 2013).
- فاز برنامج Kasperskt Endpoint Security for Business بجوائز أفضل حماية في 2012 وأفضل إصلاح في 2012 من AV TEST (يناير 2013).
- حصل Kaspersky Security for Linux Mail Server على جائزة +VBSpam من Virus Bulletin (يناير 2013).
- حصل برنامج Kaspersky Endpoint Security for Business على جائزة منتج عام 2012 من مجلة IT Professional (ديسمبر 2012).
- حصل برنامج Kaspersky Security for Virtualization على جائزة أفضل حل أمني للأجهزة الافتراضية من CompuChannel و PC World Latin America (نوفمبر

2012).
جوائز منتجات المستهلكين:
- برنامج Kaspersky Internet Security هو أفضل حل أمني لأجهزة الكمبيوتر في البيت في اختبارات Bimonthly Certification التي أجرتها مؤسسة AV TEST (أكتوبر 2013).
- حجب برنامج Kaspersky Internet Security 100٪ من الهجمات الالكترونية خلال اختبارات حماية المنتجات الحيوية في العالم الواقعي من AV Compartives (أكتوبر 2013).
- حصل برنامج Kaspersky Internet Security على جوائز AAA في اختبار حماية مقاومة الفيروسات للبيوت التي أجرتها مختبرات دينيس التقنية المستقلة (سبتمبر 2013).
- حصل برنامج Kaspersky Internet Security على جائزة VB100 في اختبار منافسة Virus Bulletin (أغسطس 2013).
- احتل برنامج Kaspersky Internet Security المرتبة الأولى في اختبار مقاومة التصيد من AV Compartives (يوليو 2013).
- حصل برنامج Kaspersky Security for Mac على جائزة الحماية الأمنية الموافق عليها في اختبار أمن ماك من AV Compartives (يوليو 2013).
- حصل برنامج Kaspersky Internet Security على جائزة أعلى 5 نجمات في اختبار حماية MRG Effitas' Real World (يونيو 2013).
- حصل برنامج Kaspersky Mobile Secuirty على جائزة شهادة AV Test في تقرير شهادة منتج AV Test (مايو 2013).
- حصل برنامج Kaspersky Internet Security على جائزة «البرنامج الممتاز» من مجلة تقنية المعلومات التشيكية SWmag.cz (أبريل 2013).
- حصل برنامج Kaspersky Anti Virus على تصنيف البرنامج الأكثر تقدماً إضافة إلى جائزة من AV Compartives في اختبار الكشف والأداء (مارس 2013).
- حصل برنامج Kaspersky Internet Security على المرتبة الأولى في حزمة الحماية الأمنية في اختبار مقارنة منظم من مجلة ComputerBild (فبراير 2013).
- حصل برنامج Kaspersky Mobile Security على تصنيف «خمس نجوم» في اختبار مستقل من المختبر الصيني PC Security Labs (أغسطس 2012).

أدرجت تقنية المال الآمن للتحويلات المالية الالكترونية الآمنة في برامج Kaspersky Internet Security، Kaspersky PURE، Kaspersky Multi Device Security. وتم إعطاء شهادة من MRG Effitas لبرنامج Kaspersky Small Office Security وتلقى جائزة AV TEST للابتكار، والمرتبة الأولى في اختبار تهديدات الدفعات الالكترونية في Matousec.com . كما تلقت كاسبرسكي لاب شهادات عبر برنامج OESIS OK للشهادات، والذي يقر بأن التطبيقات متوافقة مع حلول تقنية الجهة الثالثة مثل منتجات NAC و SSL و VPN من أنظمة سيسكو، جونيبير نيتوركس، اف 5 نيتوركس، وغيرها.
الدعوى
في مايو 2007، رفع موزع adware Zango دعوى قضائية ضد كاسبرسكي لاب، باتهامها بحجب تحميل برنامج Zango . وفي أغسطس، أعلنت المحكمة عن منح الحق لكاسبرسكي.
وفي ديسمبر 2008، رفعت IPAT (مصادقة حماية المعلومات لتكساس) دعوى قضائية ضد كاسبرسكي لاب و34 شركة أخرى لتقنية المعلومات وبرامج مقاومة الفيروسات، باتهامها بانتهاك بيانات وبرامج التكنولوجيا. وتم إدانة كل الشركات باستثناء شركة واحدة (بما يتضمن عمالقة مثل مايكروسوفت، سيمانتيك، مكافي وغيرها). وفي يونيو 2012، بعد مرور أكثر من ثلاث سنوات على جلسات الاستئناف، اعترفت IPAT بالهزيمة واتبعت قراراً لمصلحة كاسبرسكي لاب من محكمة الولايات المتحدة لمقاطعة تكساس، كما قبلت المحكمة طلب «الدعوى مع التحيز»، بما يعني أن IPAT لا تستطيع رفع أي دعوى ضد كاسبرسكي لاب بهذا الشأن بعد الآن.
في مايو 2012، رفعت شركة Lodsys وهي شركة واقعة في تكساس، تعمل كجزء من هيئة تأكيد براءات الاختراع، دعوى قضائية ضد 55 شركة في الولايات المتحدة، وادعت بأن كل شركة كانت تنتهك واحداً أو أكثر من الشروط الأربعة لتجميع نسب المستخدمين حول المنتج، بما يتضمن عمليات الشراء والتطويرات على تطبيقات الكمبيوتر. ووافقت 51 شركة على تسوية القضية بعيداً عن المحكمة، أما البقية فأصروا على خوض المعركة في إطار قانوني، ولكنهم للأسف استسلموا قبل 10 أيام على موعد المحاكمة النهائية، ولجأوا للتسوية. والشركة الوحيدة التي بقيت للدفاع عن حقوقها هي كاسبرسكي لاب، وفي 30 سبتمبر 2013 وافقت المحكمة على طلب Lodsys بسحب الدعوى، وتم إسقاط الدعوى مع التحيز.
فريق الأبحاث والتحليلات الدولية (GReAT)
يعتبر فريق الأبحاث والتحليلات الدولية من أهم مكونات شركة كاسبرسكي لاب، إذ أنه يضم خبراء الأمن الذين يحللون أحدث التهديدات الالكترونية وأكثرها تطوراً.
وقد تأسس الفريق عام 2008، ويحرص على أن تبقى الشركة رائدة في مجال الابتكار وأبحاث مقاومة البرامج الخبيثة. وينتشر المحللون الأمنيون حول العالم، ويتمتع كل فرد منهم بمجموعة من المهارات والخبرات المتميزة، للمساهمة بشكل متميز في تحليل ومقاومة البرامج الخبيثة. ويتكون هذا الفريق اليوم من 35 فرداً يعملون حول أنحاء العالم، في أوروبا وروسيا وأمريكا وآسيا والشرق الأوسط، ويقود كوستين رايو الفريق منذ عام 2010.

## المهمات
تشمل مهمات الفريق الاستجابة للحوادث أثناء ظهور البرامج الخبيثة، وتشمل مسؤوليات الإدارات الرئيسية القيادة الفكرية في تهديد المخابرات، والقيادة وتنفيذ المبادرات الرامية إلى تحسين معدلات البرمجيات الخبيثة، ودقة الكشف والكفاءة، فضلاً عن دعم حسابات العملاء الرئيسيين من ذوي الخبرة في مجال ذكاء البرمجيات الخبيثة.

## الذكاء الأمني
حولت التهديدات المستمرة المتقدمة مشهد التهديدات الالكترونية العالمية، مع وضع البنية التحتية الصناعية الحرجة، والتمويل والاتصالات والنقل ومعاهد البحوث والمتعاقدين العسكريين والشبكات الحكومية في جميع أنحاء العالم في خطر كبير. وتعتبر APTS بطبيعتها أكثر تعقيداً وتخفياً من البرامج الخبيثة العادية، وبالتالي يتطلب التعامل معها وسيلة مختلفة. ولهذا السبب أسست كاسبرسكي لاب فريق GReAT، حيث قاد مجموع الخبرة والشغف والفضول في هذا الفريق خلال السنوات الأخيرة الماضية إلى اكتشاف عدة حملات إلكترونية تجسسية بما يتضمن Flame، Gauss، berRed Octo، Net Traveler، Icefog.

## الخبرة التقنية والمساعدة في الأبحاث
تحولت بعض التحقيقات إلى عمليات مشتركة بين فريق GReAT في كاسبرسكي لاب والمنظمات الدولية، ووكالات إنفاذ القوانين الدولية والإقليمية (الإنتربول، يوروبول، وحدة الجرائم الرقمية في مايكروسوفت، وحدة الجرائم التقنية العالية في هولندا «وكالة الشرطة»، فرق الاستجابة لحالات الكمبيوتر الطارئة، فرق الاستجابة العالمية) ويساعد فريق GReAT في التحقيقات، والإجراءات المضادة التي تعطل العمليات الخبيثة ونشاط المجرمين الالكترونيين.
يوفر خبراء الأمن في كاسبرسكي لاب خلال التحقيقات الخبرة التقنية بتحليل ناقلات العدوى والبرامج الخبيثة، والأوامر المدعومة والبنية التحتية ووسائل النشر.
كما تتشارك كاسبرسكي لاب أيضاً لتحقيقات التهديدات الالكترونية المشتركة مع شركات ومنظمات مثل Adobe, AlienVault Labs, Dell Secureworks, Crowdstrike, OpenDNS Security Research Team, GoDaddy Network Abuse Department, Seculert, SurfNET, Kyrus Tech Inc. and Honeynet Project.

## دعم مزودي البرنامج
ومن المهمات الأخرى لفريق GReAT التعاون الحيوي مع شركات تكنولوجيا المعلومات حول العالم، مثل أدوبي وجوجل ومايكروسوفت وغيرها، من أجل التنسيق واكتشاف نقاط الضعف، والتي يتم الكشف عنها عبر البحوث. كما تدعم كاسبرسكي لاب البائعين الذين يعانون من ثغرات، عبر توفير المعلومات الداعمة، والقياس عن بعد. ويتم التبليغ عن الثغرات بشكل سري، مع إعطاء المبادئ التوجيهية لمنح البائع الوقت لإنشاء وإدارة التصحيح الأمني للمستخدمين. كما تقدم كاسبرسكي لاب إضافة إلى ذلك الوقاية من التهديدات الأمنية الحديثة، وتبقي تحديثاتها الأمنية عملائها محميين من الثغرات لحين ظهور النسخة الأمنية التي يتم نشرها من البائع.
تبادل المعرفة
إضافة إلى العمل المنتظم مع الباحثين في مقاومة الفيروسات في هذه الصناعة، لتبادل المعرفة حول التهديدات الناشئة، تستضيف الشركة سنوياً «قمة كاسبرسكي لاب للتحليل الأمني»، حيث يلتقي أفضل خبراء تكنولوجيا المعلومات في العالم للتعاون وتبادل البحوث مع المنظمات الدولية، ووكالات إنفاذ القانون وشركات التكنولوجيا. ومن بين المشاركين السابقين أدوبي، أربور، باراكودا، بلاك بيري، بوينغ، غوغل، غاري HB، انتربول، ISEC بارتنرز، شركة لوكهيد مارتن، مايكروسوفت.
وتشارك كاسبرسكي لاب علناً نتائج المعرفة والبحث والتقنية الخاصة بها مع المجتمع الأمني في العالم، بما في ذلك مؤشرات تقنيات التسوية والمعالجة. ولدينا مركز استخبارات على الإنترنت Securelist، وهي أكبر مكتبة للاستخبارات الأمنية غير التجارية، مدعومة بتحليلات كاسبرسكي لاب، و70 خبيراً ناشطاً من المساهمين في الشركة.

## أبحاث التهديدات
صممت كاسبرسكي لاب شبكة كاسبرسكي الأمنية من أجل الكشف عن التهديدات الجديدة، وهي نظام توزيع يساعد الخبراء للكشف عن البرامج الخبيثة الجديدة في الوقت الحقيقي، حتى مع عدم وجود إشارات أو كشف فعلي لهذه التهديدات. وتجمع شبكة KSN ملايين المستخدمين من جميع أنحاء العالم للمساعدة على تحديد مصادر انتشار البرامج الخبيثة على الإنترنت ومنع المستخدمين من الوصول إليها.
ومع موافقة المستخدمين، يتم إرسال معلومات عن نشاط البرامج المشبوهة ومحاولات تصيد أجهزة الكمبيوتر الخاصة بهم لكاسبرسكي لاب، وتتم معالجة هذه المعلومات على الفور من قبل النظام الخبير التلقائي، وفي 40 ثانية فقط حول بيانات التهديدات الناشئة حديثاً، وتصبح مصادرها متاحة لجميع مستخدمي منتجات كاسبرسكي لاب. والبيانات المجموعة عبر KSN مجهولة تماماً. كما تمتلك كاسبرسكي لاب أيضاً ثلاثة مختبرات للكشف عن البرامج الخبيثة في موسكو، روسيا، وسياتل، الولايات المتحدة الأمريكية، وبكين في الصين، تعمل لنوبات متتالية من 8 ساعات على مدى 24 ساعة 7 أيام في الأسبوع.
وتتكون وحدة كاسبرسكي لاب لأبحاث التهديدات من أربع أقسام فرعية: بحوث مكافحة البرمجيات الخبيثة، بحوث فلترة المحتوى، بحوث تكنولوجيا الاستضافة، وبحوث منع فقدان البيانات. وتطور الوحدة كافة مستويات الحماية من كشف URL إلى ثغرة زيرو داي إلى التحليل والتكنولوجيا المبادرة. ويكشف الخبراء توقيعات الملفات ويكتبون خوارزميات للكشف عن مجريات الأمور، ويطورون تقنيات مكافحة الفيروسات القائمة على المنتجات، والأبحاث والنماذج الأولية للتقنيات والحلول لمكافحة البريد المزعج ولمنع تسرب البيانات، ومعالجة تدفق الرسائل غير المرغوب بها، الخ.

## الأسلحة الالكترونية
قبل عام 2011، كان هناك نوعان فقط من الأسلحة الالكترونية المستخدمة: دوكو وستوكسنت. وهو أول مثال على البرامج الخبيثة التي أثرت على البنى التحتية الحساسة المادية، وليس على الإنترنت والعالم. وبصرف النظر عن زيادة عدد الحوادث الأمنية التي تسببت بها الأسلحة الالكترونية، فقد سلطت أحداث عام 2012 أيضاً الضوء على حقيقة تورط العديد من الدول ذات السيادة في تطوير الأسلحة الالكترونية. وقد بدأ الأمر مع تروجان وايبر الذي دمر قواعد البيانات لعشرات الشركات الإيرانية دون أن يترك أي أثر لأنشطته. وفي سياق التحقيق في هذه الحادثة، فقد تمكن فريق كاسبرسكي لاب (GReAT) من الكشف عن نظامين معقدين للتجسس الإلكتروني، هما Flame و Gauss، واللذين يعتقد بإنشائهما مع الحكومة الوطنية. والملفت للنظر تسجيل جميع هذه الحوادث في منطقة الشرق الأوسط، التي كانت مستقرة سياسياً على مدار السنة.
وقد أدى صمود البرامج الخبيثة مثل Stuxnet، Duqu، Flame، Gauss إلى تحول خريطة التهديدات الالكترونية العالمية. وعلى عكس الجرائم الالكترونية التقليدية، كالمعاملات المصرفية على الإنترنت، والبرمجيات الخبيثة، والتي يحركها دافع الربح النقدي، فإن هذه البرامج الخبيثة التي تخوض الحرب الالكترونية تهدف إلى تقويض الطاقة الحساسة والتمويل والاتصالات والبنى التحتية للشبكات الالكترونية الحكومية في جميع أنحاء العالم.
```
وكشف فريق الأبحاث والتحليلات الدولية من كاسبرسكي لاب في مطلع عام 2013 عن شبكة دولية تحمل اسم Red October. وقام المتسللون داخل هذه الشبكة من عام 2007 بمهاجمة المنشآت الدبلوماسية والمؤسسات الحكومية والمنظمات العلمية والبحثية في مختلف البلدان. وتعمل هذه البرامج الخبيثة في جميع أنحاء العالم لمدة تصل إلى خمس سنوات قبل اكتشافها، وتنقل المعلومات بدءاً من الأسرار الدبلوماسية إلى البيانات الشخصية، كما تجمع المعلومات من الأجهزة النقالة، وتعتمد على استغلال جافا لتصيد الآلات. وتهدف حملة Red October إلى استهداف منظمات معظمها في أوروبا الشرقية وجمهوريات الاتحاد السوفييتي السابق ودول في آسيا الوسطى، على الرغم من إمكانية العثور على ضحايا هذه الحملة في كل مكان.
```

وكشف خبراء كاسبرسكي لاب في أبريل 2013 عن Winnti، والمخصص للعمل على المدى البعيد، وهي حملة صناعية للتجسس على نطاق واسع مع مجموعة إجرامية من أصول صينية واضحة. وقامت بمهاجمة الشركات المتخصصة بصناعة الألعاب الالكترونية منذ 2009، وهدفها الرئيسي سرقة الشهادات الرقمية التي وقعتها شركات البرامج الشرعية، إضافة إلى سرقة الملكية الفكرية، بما يتضمن رمز مصدر مشاريع الألعاب الالكترونية. وقد أصيبت أكثر من 30 شركة متخصصة بصناعة الألعاب الالكترونية بالعدوى عن طريق هذه المجموعة، وتقع غالبية هذه الشركات في جنوب شرق آسيا. كما تم تحديد شركات ألعاب أيضاً في ألمانيا والولايات المتحدة والصين واليابان وروسيا والبرازيل وبيرو وروسيا البيضاء كضحايا
لهذه المجموعة.
كشفت كاسبرسكي لاب في يونيو 2013 عن Net Traveler، وهي مجموعة برامج خبيثة مستخدمة من قبل جهة APT، لمهاجمة أكثر من 350 ضحية رفيعة المستوى في 40 بلداً. وأصابت مجموعة Net Traveler الضحايا عبر مؤسسات متعددة في كل من القطاعين العام والخاص، بما في ذلك المؤسسات الحكومية والسفارات وشركات النفط والغاز ومراكز البحوث، والمتقاعدين العسكريين والنشطاء. وسجلت Net Traveler نشاطاً منذ وقت مبكر من عام 2004، وكان نشاطها الملحوظ في فترة 2010 إلى 2013، وتشمل المجالات الرئيسية التي تهم المجموعة استكشاف الفضاء وتكنولوجيا الناتو وإنتاج الطاقة والطاقة النووية وأشعة الليزر والطب والاتصالات.
كما كشف فريق الأبحاث والتحليلات الدولية في كاسبرسكي لاب عام 2013 عن Icefog، وهي ظهور مجموعات صغيرة من مرتزقة المجرمين الالكترونيين، تقوم بضربات «جراحية» جذرية. وتركز المجموعة على أهداف في كوريا الجنوبية واليابان، لتصل إلى سلسلات التوريد من الشركات الغربية. وبدأت عملياتها عام 2011، وزاد النطاق الذي تعمل به في السنوات القليلة الماضية، وتظهر للمهاجمين مصلحة في القطاعات التالية: العسكرية، وبناء السفن، والعمليات البحرية، وتطوير جهاز الكمبيوتر والبرمجيات، وشركات الأبحاث ومشغلي الاتصالات، ومشغلي الأقمار الصناعية، ووسائل الإعلام والتلفزيون، وهم يبحثون عن أسماء محددة يتم البحث عنها بسرعة ونقلها إلى خوادم C & C.
وكشفت كاسبرسكي لاب في فبراير 2014 القناع عن حملة «القناع» The Mask، وهي إحدى العمليات العالمية الأكثر تقدماً في مجال الهجمات الالكترونية، ويستخدم المهاجمون فيها أدوات معقدة، كما يتضمن برمجيات خبيثة متطورة للغاية، مثل rootkit، bootkit، وMAC OS X، LINUX إضافة إلى إصدارات من أندرويد وIOS (آيفون وآي باد)، والأهداف الرئيسية لهذا التهديد المتطور الذي يتحدث اللغة الإسبانية تشمل المؤسسات الحكومية والمكاتب الدبلوماسية والسفارات وشركات النفط والغاز ومنظمات الأبحاث والناشطين. وتم العثور على ضحايا هذا الهجوم الذي استهدف 31 بلداً في جميع أنحاء العالم، و380 ضحية فريدة من الشرق الأوسط إلى أفريقيا إلى آسيا إلى الأمريكيتين. وكانت حملة نشطة حتى يناير 2014 (تم تجميع بعض العينات في 2007) أثناء التحقيقات في كاسبرسكي لاب، ثم إغلاق خوادم القيادة والسيطرة C & C.
أكاديمية كاسبرسكي لاب
تعقد كاسبرسكي لاب سنوياً «الأمن الإلكتروني للجيل القادم» المؤتمر السنوي للطلاب الأجانب، والجمع بين الباحثين الشباب، والخبراء الأمنيين وأساتذة الجامعات من مختلف أنحاء العالم، لعرض ومناقشة القضايا المتعلقة بأمن المعلومات.
ويحصل الباحثون من الطلاب على الفرصة لتقديم أبحاثهم والدفاع عن أبحاثهم الأصلية، والمشاركة في ورشات العمل والأنشطة، وحضور جلسات النقاش من كبار الخبراء. ومن خلال عرض مشاريعهم لكبار الخبراء الأكاديميين، فإنهم يعرضون نفسهم لفرص وظيفية جيدة وجذابة في أمن المعلومات.

## وصلات خارجية
- الموقع الرسمي